# Aenictus paradentatus
Aenictus paradentatus es una especie de hormiga guerrera del género Aenictus, familia Formicidae. Fue descrita científicamente por Jaitrong et al. en 2012.
Se distribuye por China, Laos, Tailandia y Vietnam. Se ha encontrado a elevaciones de hasta 655 metros. Habita en bosques húmedos.